# Sīāhpūsh
Sīāhpūsh (persiska: سياه پوش, سَرابِ سِياه پوش, سیاهپوش, Sīāh Pūsh) är en ort i Iran.   Den ligger i provinsen Lorestan, i den västra delen av landet, 400 km sydväst om huvudstaden Teheran. Sīāhpūsh ligger 1 565 meter över havet och antalet invånare är 222.
Terrängen runt Sīāhpūsh är varierad. Runt Sīāhpūsh är det ganska tätbefolkat, med 72 invånare per kvadratkilometer. Närmaste större samhälle är Aleshtar, 6,7 km norr om Sīāhpūsh. Trakten runt Sīāhpūsh består till största delen av jordbruksmark.